# Альваро Арсу
Альваро Енріке Арсу Ірігойєн (нар. 14 березня 1946 — 27 квітня 2018) — гватемальський політичний діяч, президент країни у 1996–2000 роках. Його головною заслугою на посту глави держави стало підписання мирної угоди між урядом та партизанським угрупованням «Гватемальська національна революційна єдність», що завершило громадянську війну, яка тривала упродовж 36 років.

## Життєпис
Вивчав соціальні та юридичні науки в університеті Рафаеля Ландівара. 1978 очолив Гватемальський туристичний інститут. Також відомий тим, що обирався на пост мера столиці, міста Гватемала, п'ять разів: 1982, але був позбавлений можливості вступу на посаду через державний переворот, 1986, того разу відбувши увесь термін, у січні 2004; був повторно переобраний на третій термін у вересні 2007, набравши 55% голосів виборців.